# 謝濟民
謝濟民（?—?），廣西省潯州府桂平縣人，清朝政治人物、同進士出身。
光緒九年（1883年），参加癸未科殿試，登進士三甲89名。同年五月，著交吏部掣签分发各省，以知县即用。